# Industria sedera de Valencia

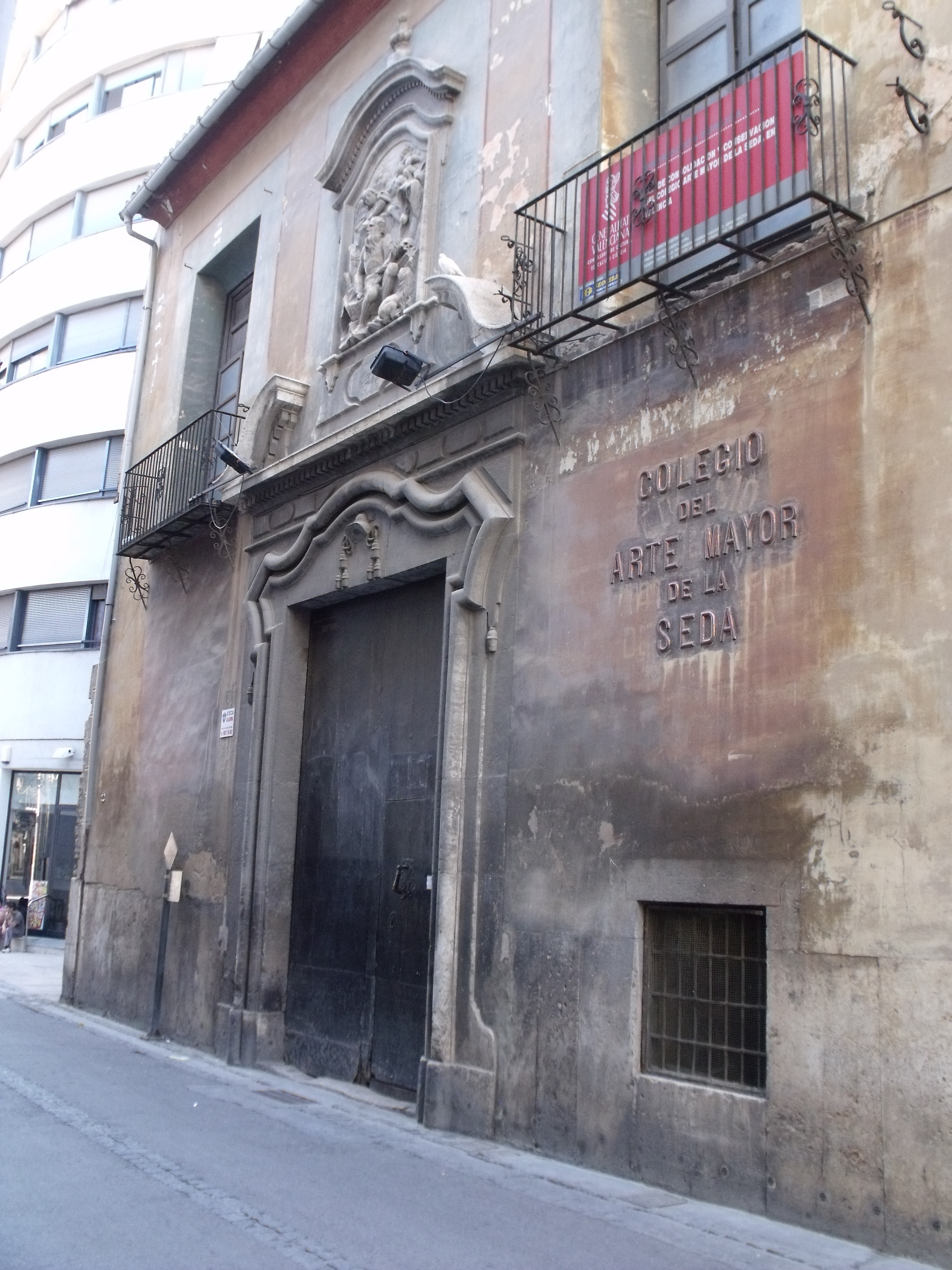
Fachada del Col·legi i Art Major de la Seda de Valencia, título concedido por Carlos II en 1686 a cambio de un donativo y en reconocimiento del notable crecimiento de la manufactura sedera, convertida en uno de los pilares fundamentales de la economía de la ciudad.

La industria sedera de Valencia ha sido desde el siglo XIV al XVIII la más pujante de la ciudad.

## Precedentes
Los árabes fueron los primeros que dieron a conocer la sericultura por el Mediterráneo, llegando a la península Ibérica en el siglo IX a través de Córdoba y Granada, para luego llegar a Toledo y Valencia.

## Historia
En el siglo XIV había sederos locales o velluters (terciopeleros), mayoritariamente judíos, y más tarde conversos, agrupados en 1465 en la cofradía de la Madre de Dios de la Misericordia, bajo la advocación de la cual está la capilla de la Lonja de la Seda construida entre 1484 y 1486. No es en balde que el principal monumento de la ciudad, la Lonja de la Seda, reciba este nombre, que muestra la pujanza de esta industria desde el siglo XIV hasta el XVIII. 
Durante el último cuarto del siglo XV se produjo el verdadero auge del sector de la seda con el establecimiento de numerosos artesanos genoveses que introdujeron las técnicas de la fabricación de terciopelos y otras telas de gran calidad como por ejemplo satenes, damascos y brocados. Este auge se tradujo en los 293 maestros sederos censados en Valencia en 1487, según Antoni Furió. A finales del siglo XV podía haber unos 1200 telares, según el mismo autor.
Los artesanos de la seda recibían el nombre de velluters (terciopeleros) en la ciudad de Valencia, y por eso el barrio de Pilar, donde se instalaron principalmente, también es conocido como de Velluters. La manufactura de la seda fue la principal y casi única actividad que se desarrolló en el barrio desde su construcción (siglo XIV) hasta la crisis de la industria sedera de Valencia (siglos XVIII-XIX).
Después de un periodo de decadencia durante el siglo XVI y el XVII, a final de este segundo siglo la industria sedera valenciana resurgió con fuerza. Artesanos y comerciantes, especialmente franceses, se sintieron atraídos y vinieron a la ciudad, donde introdujeron técnicas de mecanización de la producción sedera (1687), que los velluters locales adoptaron. Se abrieron nuevos mercados, además del tradicional mediterráneo, como por ejemplo el norte europeo y el americano. Según Furió (p. 347-348) tan importante era entonces la seda en las transacciones comerciales que la Lonja de Valencia, que hasta aquel momento se había denominado «de Mercaderes», pasó a ser conocida como «de la Seda».
Con la llegada de la monarquía borbónica, entraron las modas de inspiración francesa. Las sedas valencianas inundaron los mercados español y americano. En 1721-1723 había más de 900 telares y 60 tornos. El 1753 se instaló en Valencia una Real Fábrica, junto al Centro del Carmen, con 150 maestros y unos 400 telares. 
La segunda mitad del XVIII fue el momento de máximo esplendor. Según fuentes de la época, la seda daba trabajo de forma directa o indirecta a más de 25 000 personas y había más de 3000 telares. Además de conformar la fisonomía de todo un barrio, el de Velluters, influyó en buena medida en el paisaje de la Huerta de Valencia, sus caminos bordeados de moreras y sus alquerías de altos andenes para la cría del gusano. El Colegio del Arte Mayor de la Seda era el encargado de regular una profesión, la de velluter, cada vez más apartada del marco gremial y más próxima a la proletarización. Dadas las deficiencias de las instalaciones portuarias, la producción se enviaba por tierra a Cádiz, desde el puerto de la cual era redistribuida, de forma que tenía especial acogida en el mercado americano. 
Aun así, a partir de 1790 empezó la decadencia de la industria sedera valenciana por deficiencias estructurales y falta de modernización.